# 蘇菲亞·潘娜絲
蘇菲亞·潘娜絲（英語：Sofia Pernas，1989年7月31日—），美國女演員。知名演出作品如電視劇《血寶奇謀》（2019年至2022年）及《尋蹤者》（2024年至2025年）。

## 早年
蘇菲亞·潘娜絲1989年7月31日生於摩洛哥非斯。五歲時隨父母移民美國，並在加利福尼亞州橙縣長大。母親來自摩洛哥，父親來自西班牙；父母都精通多種語言。潘娜絲能說阿拉伯語、英語、西班牙語、法語和德語共五種語言。她雖然最初計劃從事新聞業，但在被星探發現後，轉而改當模特兒和演員。

## 私生活
潘娜絲2020年5月起與《不安分的青春》的前聯合主演賈斯汀·哈特雷交往。他們於2021年3月結婚。目前居住在洛杉磯。

## 外部連結
- 蘇菲亞·潘娜絲在互联网电影资料库（IMDb）上的資料（英文）